# Tolmacsova ikrek
A Tolmacsova ikrek, Anasztaszija Andrejevna Tolmacsova és Marija Andrejevna Tolmacsova (oroszul: Анастасия Андреевна Толмачёва, Мария Андреевна Толмачёва; Kurszk, 1997. január 14. –) orosz előadóművészek.

## Életpályájuk
Kilencévesen, 2006-ban Romániában, Bukarestben Vesenniy Jazz (magyarul: Tavaszi Jazz, oroszul: Весенний Джаз) című számukkal megnyerték az az évi Junior Eurovíziós Dalfesztivált. A dalukat az összoroszországi válogatón választották ki, ahol több mint 200 énekes és zenekar vett részt. A döntőben négy előadó közül választották ki, hogy végül ők képviselhetik az országot a kontinentális versenyen.
2007-ben megjelentették Polovinki című albumukat, és szerepeltek egy televíziós filmben is.
Az ikrek a 2009-es Eurovíziós Dalfesztivál első elődöntőjének felvezetőjében is felléptek.
8 évvel Junior Eurovíziós győzelmük után, ők képviselték Oroszországot a 2014-es Eurovíziós Dalfesztiválon, a dán fővárosban, Koppenhágában Shine című dalukkal. A fesztivál május 10-én rendezett döntőjében a 7. helyen végeztek.

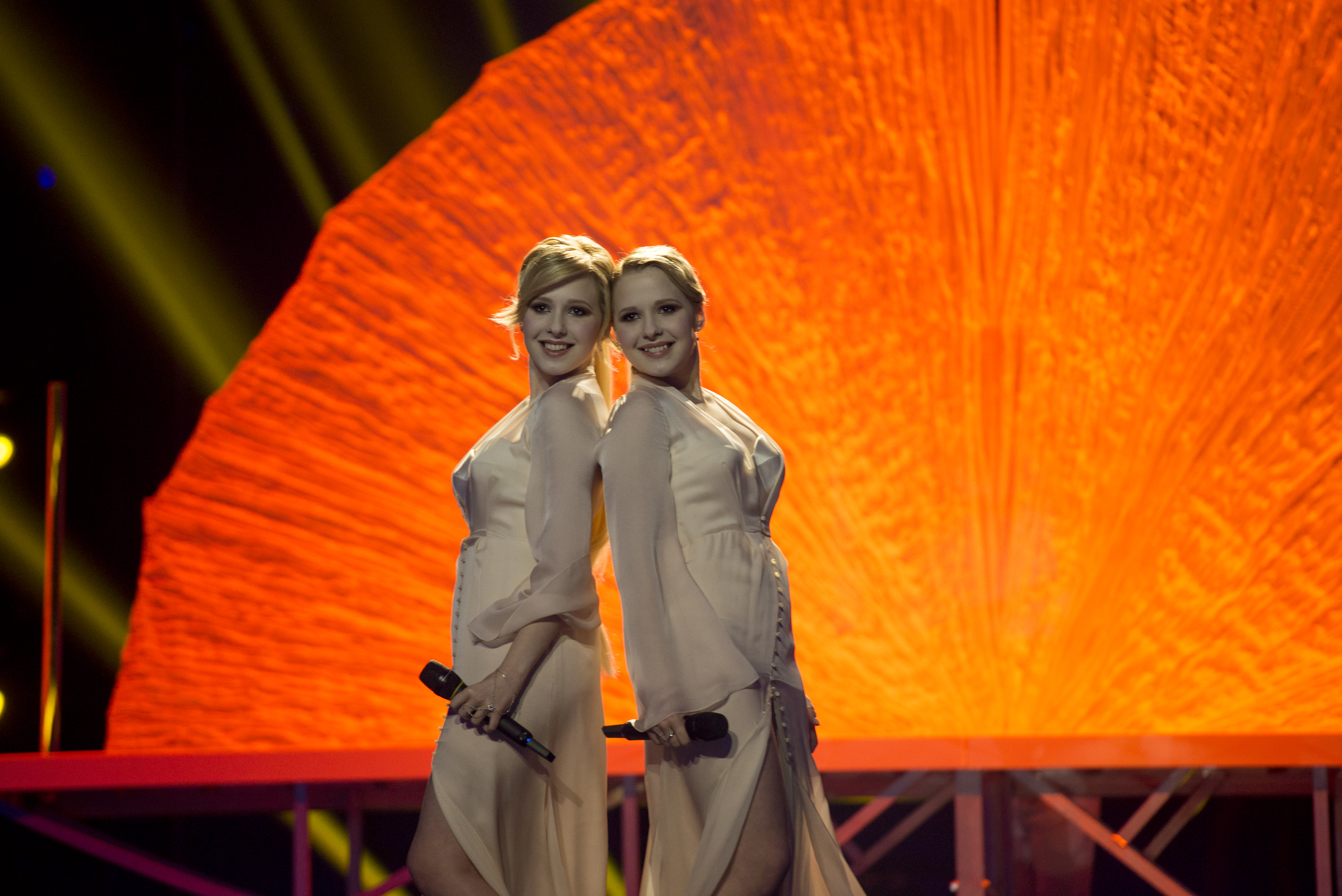
A 2014-es Eurovíziós Dalfesztivál elődöntőjében